# Bundesautobahn 114
Bundesautobahn 114 eller A 114 er en motorvej ved Berlin, Tyskland. Den kaldes også Pankow-Zubringer.